# Seznam krajev Unescove svetovne dediščine na Kitajskem
To je seznam krajev Unescove svetovne dediščine v Ljudski republiki Kitajski. Kitajska ima na seznamu 59 lokacij in je na vrhu seznama skupaj z Italijo (medtem ko ima Kitajska eno skupno lokacijo, si Italija deli šest lokacij z drugimi kraji). Kitajska je konvencijo o varstvu svetovne kulturne in naravne dediščine ratificirala 12. decembra 1985. Ta območja sestavljajo nekatere najpomembnejše dele dragocenih in bogatih turističnih virov Kitajske.

## Pregled
Odkar se je Kitajska leta 1985 pridružila Mednarodni konvenciji o varstvu svetovne kulturne in naravne dediščine, ima Kitajska do danes 59 lokacij svetovne dediščine; od tega 40 območij kulturne dediščine, 15 območij naravne dediščine in 4 območja kulturne in naravne (mešane) dediščine.
Poleg tega je na Unescovem Registru svetovnega spomina vpisanih tudi več kitajskih dokumentov, ki dokumentirajo svetovno dediščino. Kitajska ima tudi bogato nematerialno kulturno dediščino, več jih je vpisanih na Unescov seznam mojstrovin ustne in nesnovne dediščine človeštva.

## Zemljevid
Zemljevid svetovne dediščine na Kitajskem. Oštevilčena mesta okoli Pekinga: 1. Veliki zid; 2. Prepovedano mesto; 3. Džovkovdjan; 4. Poletna palača; 5. Nebeški tempelj; 6. grobnice dinastije Ming; 7. Vzhodne grobnice dinastije Čing; 8. Zahodne grobnice dinastije Čing 
Legend:  Kulturna dediščina;  Naravna dediščina;  Mešana dediščina

## Kraji svetovne dediščine
* = Kraji kulturne svetovne dediščine
† = Kraji naravne svetovne dediščine
*† = Kraji kulturne in naravne dediščine (mešani)
| Originalno ime slovensko ime | Slika | Lokacija | Leto vpisa       | Kriterij                   | Opis (povezava na spletno stran Unesca ) |
| --- | ----- | --- | ---------------- | -------------------------- | ---------------------------------------- |
| Imperial Palaces of the Ming and Qing Dynasties in Beijing and Shenyang* Cesarske palače dinastij Ming in Čing v Pekingu in Šenjangu                                                                      |       | Peking (Prepovedano mesto) in Šenjang, Ljaoning (Palača Mukden)                                                                                         | 1987, 2004       | I, II, III, IV             | 439                                      |
| Mausoleum of the First Qin Emperor* Mavzolej prvega cesarja Čina |       | Šjan, Šaanši | 1987             | I, III, IV, VI             | 441                                      |
| Mogao Caves* Jame Mogao |       | Dunhuang, Gansu | 1987             | I, II, III, IV, V, VI      | 440                                      |
| Gorska pokrajina Taj Šan *† |       | Tai'an, Šandong | 1987             | I, II, III, IV, V, VI, VII | 437                                      |
| Peking Man Site at Zhoukoudian* Džovkovdjan - najdišče pekinškega človeka |       | Peking | 1987             | III, VI                    | 449                                      |
| Great Wall* Kitajski zid |       | Severna Kitajska | 1987             | I, II, III, IV, VI         | 438                                      |
| Mount Huangshan*† Gorski masiv Huangšan |       | Huangšan (mesto), Anhui | 1990             | II, VII, X                 | 547                                      |
| Huanglong Scenic and Historic Interest Area † Krajinski park Huanglung |       | okrožje Songpan, Sečuan | 1992             | VII                        | 638                                      |
| Jiuzhaigou Valley Scenic and Historic Interest Area † Krajinski park doline Džjudžajgov |       | okrožje Džjudžajgov, Sečuan | 1992             | VII                        | 637                                      |
| Wulingyuan Scenic and Historic Interest Area † Krajinski park Vulingjuan |       | Džangdžjadžje, Hunan | 1992             | VII                        | 640                                      |
| Historic Ensemble of the Potala Palace, including the Jokhang Temple and Norbulingka* Zgodovinski kompleks palače Potala, vključno tempelj Jokang in palača Norbulingka                                   |       | Lasa, Tibet | 1994, 2000, 2001 | I, IV, VI                  | 707                                      |
| Ancient Building Complex in the Wudang Mountains * Taoistična svetišča v gorovju Vudang |       | Hubej | 1994             | I, II, VI                  | 705                                      |
| Chengde Mountain Resort and its Outlying Temples in Chengde * Poletna palača Čengde in templji v Čengdeju                                                                                                 |       | Čengde, Hebej | 1994             | II, IV                     | 703                                      |
| Temple and Cemetery of Confucius and the Kong Family Mansion in Qufu * Tempelj in Konfucijeva grobnica v Čufuju                                                                                           |       | Čufu, Šandong | 1994             | I, IV, VI                  | 704                                      |
| Mount Emei Scenic Area, including Leshan Giant Buddha Scenic Area *† Gora Emej Šan, in Lešanski veliki Buda                                                                                               |       | Emejšan (mesto) in Lešan, Sečuan | 1996             | IV, VI, X                  | 779                                      |
| Lushan National Park * Narodni park Lušan |       | okrožje Lušan, Džjangši | 1996             | II, III, IV, VI            | 778                                      |
| Ancient City of Pingyao * Staro mesto Pingjao |       | okrožje Pingjao, Šanši | 1997             | II, III, IV                | 812                                      |
| The Classical Gardens in Suzhou * Klasični vrtovi Sudžov |       | Sudžov, Džjangsu | 1997, 2000       | I, II, III, IV, V          | 813                                      |
| Old Town of Lijiang * Staro mesto Lidžjang |       | Lidžjang, Junan | 1997             | II, IV, V                  | 811                                      |
| Summer Palace * Cesarski vrt - Poletna palača, Peking |       | Peking | 1998             | I, II, III                 | 880                                      |
| The Temple of Heaven * Nebeški tempelj s cesarskim žrtvenikom v Pekingu |       | Peking | 1998             | I, II, III                 | 881                                      |
| Dazu Rock Carvings * Skalne poslikave v Dadzuju |       | okrožje Dadzu, Čongšing | 1999             | I, II, III                 | 912                                      |
| Mount Wuyi *† Gorska pokrajina Vuji |       | Fudžjan, Džjangši | 1999             | III, VI, VII, X            | 911                                      |
| Ancient Villages in Southern Anhui – Xidi and Hongcun * Zgodovinske vasi Šidi in Hongcun na jugu province Anhuj                                                                                           |       | okrožje Ji, Anhui | 2000             | III, IV, V                 | 1002                                     |
| Imperial Tombs of the Ming and Qing Dynasties, including the Ming tombs and the Ming Xiaoling Mausoleum * Cesarske grobnice dinastij Ming in Čing, vključno z grobnicami Ming in mavzolejem Ming Šjaoling |       | Peking in Nanking, Džjangsu | 2000, 2003, 2004 | III, IV, V                 | 1004                                     |
| Longmen Grottoes * Jame Longmen |       | Luojang, Henan | 2000             | I, II, III                 | 1003                                     |
| Mount Qingcheng and the Dujiangyan Irrigation System * Gora Čingčeng in namakalni sistem Dudžjangjan |       | Dudžjangjan (mesto), Sečuan | 2000             | II, IV, VI                 | 1001                                     |
| Yungang Grottoes * Jame Jungang |       | Datong, Šanši | 2001             | I, II, III, IV             | 1039                                     |
| Three Parallel Rivers of Yunnan Protected Areas † Zavarovana območja v narodnem parku treh vzporednih rek v provinci Junan                                                                                |       | Junan | 2003             | VII, VIII, IX, X           | 1083                                     |
| Capital Cities and Tombs of the Ancient Koguryo Kingdom * Prestolnice in grobovi starodavnega kraljestva Kogurjo                                                                                          |       | Dži'an, Džilin | 2004             | I, II, III, IV, V          | 1135                                     |
| Historic Centre of Macau * Zgodovinski center Makava |       | Makav | 2005             | II, III, IV, VI            | 1110                                     |
| Yinxu * Arheološko najdišče Jinšu |       | Anjang, Henan | 2006             | II, III, IV, VI            | 1114                                     |
| Sichuan Giant Panda Sanctuaries † Naravni rezervat za pande v Sečuanu |       | Sečuan | 2006             | X                          | 1213                                     |
| Kaiping Diaolou and Villages * Stolpi Djaolov in vasi v Kajpingu |       | Kajping, Guangdong | 2007             | II, III, IV                | 1112                                     |
| South China Karst † Kraške pokrajine Južne Kitajske |       | Junan, Guidžov, Čongčing in Guangši | 2007, 2014       | VII, VIII                  | 1248                                     |
| Fujian Tulou * Okrogle stavbe ''tolou'' v Fudžjanu |       | Fudžjan | 2008             | III, IV, V                 | 1113                                     |
| Sanqingshan † Narodni park Sančingšan |       | okrožje Jušan, Džjangši | 2008             | VII                        | 1292                                     |
| Mount Wutai * Gorovje Vutaj |       | okrožje Vutaj, Šanši | 2009             | II, III, IV, VI            | 1279                                     |
| Historic Monuments of Dengfeng in The Centre of Heaven and Earth * Zgodovinski spomeniki Dengfenga v Centru Nebes in Zemlje                                                                               |       | Dengfeng, Henan | 2010             | III, VI                    | 1305                                     |
| China Danxia † Pokrajine ''danšja'' |       | Hunan, Guangdong, Fudžjan, Džjangši, Džedžjang in Guidžov                                                                                               | 2010             | VII, VIII, IX, X           | 1335                                     |
| West Lake Cultural Landscape of Hangzhou * Kulturna krajina Zahodnega jezera pri Hangdžovu |       | Hangdžov, Džedžjang | 2011             | II, III, VI                | 1334                                     |
| Site of Xanadu, Inner Mongolia * Arheološko najdišče Šangdu |       | Dženglan baner, Šilingol liga, Notranja Mongolija | 2012             | II, III, IV, VI            | 1389                                     |
| Chengjiang Fossil Site † Najdišče fosilov Čengdžjang |       | okrožje Čengdžjang, Junan | 2012             | VIII                       | 1388                                     |
| Xinjiang Tianshan † Tjanšan |       | Šindžjang | 2013             | VII, IX                    | 1414                                     |
| Cultural Landscape of Honghe Hani Rice Terraces * Kulturna krajina riževih teras Honghe Hani |       | okrožje Juanjang, Junan | 2013             | III, V                     | 1111                                     |
| Silk Roads: the Routes Network of Chang'an-Tianshan Corridor * Svilna pot v gorovju Tjanšan |       | Luojang, Lingbao v Henanu; Šjan, okrožje Bin in Čenggu v Šaanšiju; Tjanšui, Jongdžing, Dunhuang in Anši v Gansuju; Turpan, Džimsar in Kuča v Šindžjangu | 2014             | II, III, IV, VI            | 1442                                     |
| Grand Canal * Veliki prekop (Cesarski kanal) |       | Peking, Tjandžin, Hebej, Šandong, Džjangsu, Džedžjang, Anhui in Henan                                                                                   | 2014             | I, III, IV, VI             | 1443                                     |
| Tusi Sites * Ostanki Tusijskih rezidenc |       | Hunan, Hubej in Guidžov | 2015             | II, III                    | 1474                                     |
| Zuojiang Huashan Rock Art Cultural Landscape * Kulturna krajina skalne umetnosti Dzuodžjang Huašan |       | Guangši | 2016             | III, VI                    | 1508                                     |
| Hubei Shennongjia † Gozdna rezervata Šenongding in Laodžunšan |       | Hubej | 2016             | IX, X                      | 1509                                     |
| Qinghai Hoh Xil † Planota Činghaj Hoh Šil |       | Činghaj | 2017             | VII, X                     | 1540                                     |
| Kulangsu: a Historic International Settlement * Kulangsu: mednarodno naselje |       | Šjamen, Fudžjan | 2017             | II, IV                     | 1541                                     |
| Fandžingšan † |       | Tongren, Guidžov | 2018             | X                          | 1559                                     |
| Archaeological Ruins of Liangzhu City * Arheološki ostanki mesta Ljangdžu |       | Hangdžov in okrožje Dečing, Džedžjang | 2019             | III, IV                    | 1592                                     |
| Migratory Bird Sanctuaries along the Coast of Yellow Sea-Bohai Gulf of China (Phase I)† Zavetišča za ptice selivke ob obali Kitajskega zaliva Rumenega in Bohajskega morja (1. faza)                      |       | Jančeng, Džjangsu | 2019             | X                          | 1606                                     |
| Kulturna krajina starih čajnih gozdov gore Jingmai v Pu'erju |       | gorovje Jingmai, Junan | 2023             | X                          | 1665                                     |
| Badain Jaran Desert Puščava Badain Džaran - stolpi iz peska in jezer |       | planota Alašan, Gansu, Ningšja in Notranja Mongolija | 2024             | (vii)(viii)                | 1638                                     |
| Beijing Central Axis: A Building Ensemble Exhibiting the Ideal Order of the Chinese Capital Osrednja os Pekinga: stavbni ansambel, ki prikazuje idealno ureditev kitajske prestolnice                     |       | Peking | 2024             | (iii)(iv)                  | 1714                                     |
| Xixia Imperial Tombs Cesarske grobnice Šišja |       | gorovja Helan, Jinčuan, avtonomna regija Ningšja Hui | 2025             | (ii)(iii)                  | 1736                                     |